# Lijst van Nederlandse voetballers die in Afrika hebben gevoetbald
Deze Lijst van Nederlandse voetballers die in Afrika hebben gevoetbald geeft een overzicht van voetballers met de Nederlandse nationaliteit die in Afrika gevoetbald hebben op (semi)-professioneel niveau.

## Angola
| Naam        | Club                                | Van  | Tot   | Opmerkingen |
| ----------- | ----------------------------------- | ---- | ----- | ----------- |
| Jan Brouwer | Atlético Petróleos Luanda           | 2004 | 2004  | trainer     |
| Jan Brouwer | Clube Desportivo Primeiro de Agosto | 2004 | 2007  | trainer     |
| Jan Brouwer | Grupo Desportivo Sagrada Esperança  | 2008 | heden | trainer     |

## Egypte
| Naam             | Club             | Van  | Tot  | Opmerkingen                    |
| ---------------- | ---------------- | ---- | ---- | ------------------------------ |
| Ruud Krol        | Al-Zamalek       | 1994 | 1999 | trainer, ook van 2007 tot 2008 |
| Jo Bonfrère      | Al Ahly          | 2002 | 2003 | trainer                        |
| Mark Wotte       | Ismailia SC      | 2006 | 2006 | trainer                        |
| Cor van der Hart | Wydad Casablanca | ?    | ?    | trainer                        |
| Cor Pot          | El Mastri        | 1994 | 1995 | trainer                        |

## Ghana
| Naam                | Club              | Van  | Tot | Opmerkingen |
| ------------------- | ----------------- | ---- | --- | ----------- |
| Hans van der Pluijm | Obuasi Goldfields | 1999 | ?   | trainer     |

## Ethiopië
| Naam                  | Club            | Van | Tot | Opmerkingen |
| --------------------- | --------------- | --- | --- | ----------- |
| Hans van der Pluijm ] | Saint-George SA | ?   | ?   | trainer     |

## Marokko
| Naam             | Club             | Van | Tot | Opmerkingen |
| ---------------- | ---------------- | --- | --- | ----------- |
| Cor van der Hart | Wydad Casablanca | ?   | ?   | trainer     |

## Rwanda
| Naam          | Club   | Van  | Tot   | Opmerkingen       |
| ------------- | ------ | ---- | ----- | ----------------- |
| René Feller   | APR FC | 2007 | heden | trainer           |
| Eric te Paske | APR FC | 2007 | heden | assistent trainer |

## Zimbabwe
| Naam              | Club           | Van | Tot | Opmerkingen |
| ----------------- | -------------- | --- | --- | ----------- |
| Clemens Westerhof | Dynamos Harare | ?   | ?   | trainer     |
| Clemens Westerhof | Sporting Lions | ?   | ?   | trainer     |

## Zuid-Afrika
| Naam                  | Club                 | Van  | Tot   | Opmerkingen |
| --------------------- | -------------------- | ---- | ----- | ----------- |
| Ruud Krol             | Orlando Pirates      | 2008 | heden | trainer     |
| Marciano Vink         | Ajax Cape Town       | 2001 | 2002  |             |
| Geert Brusselers      | Ajax Cape Town       | 2001 | 2002  |             |
| Clemens Westerhof     | Mamelodi Sundowns FC | ?    | ?     | trainer     |
| Clemens Westerhof     | Bush Bucks FC        | ?    | ?     | trainer     |
| Rolf de Boer          | Ajax Cape Town       | 1999 | 2000  |             |
| Jeremy Overbeek Bloem | Ajax Cape Town       | 2001 | 2003  |             |
| Leo van Veen          | Ajax Cape Town       | 1999 | 2000  | trainer     |
| Henk Bodewes          | Ajax Cape Town       | 2000 | 2001  | trainer     |

Voetbalbonden ·
Albanië ·
Angola ·
Armenië ·
Australië ·
Azerbeidzjan ·
Bahrein ·
België ·
Bhutan ·
Bulgarije ·
Canada ·
China ·
Congo-Kinshasa · 
Cyprus ·
Denemarken ·
Duitsland ·
Egypte ·
Engeland ·
Estland ·
Ethiopië ·
Faeröer ·
Filipijnen ·
Finland ·
Frankrijk ·
Georgië ·
Ghana ·
Griekenland ·
Hongarije ·
Hongkong ·
Ierland ·
IJsland ·
Indonesië ·
Iran ·
Israël ·
Italië ·
Japan ·
Kazachstan ·
Koeweit ·
Litouwen ·
 Luxemburg ·
Maleisië ·
Malta ·
Marokko ·
Mexico ·
Namibië ·
Nieuw-Zeeland ·
Noorwegen ·
Oekraïne ·
Oezbekistan ·
Oostenrijk ·
Polen ·
Portugal ·
Qatar ·
Roemenië ·
Rusland ·
Rwanda ·
Saoedi-Arabië ·
Schotland ·
Singapore ·
Slovenië ·
Slowakije ·
Spanje ·
Tanzania ·
Turkije ·
Tuvalu ·
VAE ·
Venezuela ·
Verenigde Staten ·
Vietnam ·
Zimbabwe ·
Zuid-Afrika ·
Zuid-Korea ·
Zweden ·
Zwitserland